# Communauté de communes du Niolu
La Communauté de communes du Niolu est une ancienne communauté de communes française, située dans le département de la Haute-Corse et la région Corse.
En 2017, la communauté de communes Pasquale Paoli est née de la fusion des quatre communauté de communes de la Vallée du Golo, du Niolu, de l' Aghja Nova et des Tre Pieve.

## Composition
Elle regroupe 5 communes :
| Nom                | Code Insee | Gentilé        | Superficie (km2) | Population (dernière pop. légale) | Densité (hab./km2) |
| ------------------ | ---------- | -------------- | ---------------- | --------------------------------- | ------------------ |
| Calacuccia (siège) | 2B047      | Calacuccese    | 18,77            | 289 (2014)                        | 15                 |
| Albertacce         | 2B007      |                | 97,12            | 207 (2014)                        | 2,1                |
| Casamaccioli       | 2B073      | Casamacciolais | 36,17            | 101 (2014)                        | 2,8                |
| Corscia            | 2B095      | Curscinchi     | 58,99            | 144 (2014)                        | 2,4                |
| Lozzi              | 2B147      | Lozziens       | 30,79            | 127 (2014)                        | 4,1                |